# Symphysanodon
Symphysanodon — рід морських окунеподібних риб, що належить до монотипової родини Symphysanodontidae підряду Окуневидні (Percoidei). Рід поширений в Індо-Пацифіці, три види зустрічаються на заході Атлантики.

## Опис
Найбільші види можуть досягати 20 см в довжину. Їхні тіла стрункі і стислі з боків, з тупою мордою. Вони можуть бути червоного, рожевого, апельсинового або жовтого забарвлення. Хвостовий плавець зазвичай чітко роздвоєний. Спинний плавець мають 9 колючих променів і 10 м'яких променів, у той час як анальний плавець має три шипи і сім чи вісім м'яких променів.

## Види
Рід містить 12 видів
- Symphysanodon andersoni Kotthaus, 1974
- Symphysanodon berryi Anderson, 1970
- Symphysanodon disii Khalaf & Krupp, 2008
- Symphysanodon katayamai Anderson, 1970
- Symphysanodon maunaloae Anderson, 1970
- Symphysanodon mona Anderson & Springer, 2005
- Symphysanodon octoactinus Anderson, 1970
- Symphysanodon parini Anderson & Springer, 2005
- Symphysanodon pitondelafournaisei Quero, Sptiz & Vayne, 2009
- Symphysanodon rhax Anderson & Springer, 2005
- Symphysanodon typus Bleeker, 1878
- Symphysanodon xanthopterygion Anderson & Bineesh, 2011